# Peristylus pseudophrys
Peristylus pseudophrys är en orkidéart som först beskrevs av George King och Robert Pantling, och fick sitt nu gällande namn av Friedrich Fritz Wilhelm Ludwig Kraenzlin. Peristylus pseudophrys ingår i släktet Peristylus och familjen orkidéer. Inga underarter finns listade i Catalogue of Life.